# How 'Bout Us
How 'Bout Us è il primo singolo degli Champaign, pubblicato nel 1981 dalla Columbia Records.

## Descrizione
Il brano, dalle tonalità soul, è stato scritto dalla cantante Dana Walden.
L'opera fu pubblicata il giorno di San Valentino. La scelta strategica è dovuta al fatto che tratta, principalmente, di temi amorosi.
Il singolo raggiunse la 12ª posizione nella classifica Billboard Hot 100. É ancora oggi considerata la canzone di maggiore successo, oltre che un classico del genere.

## Formazione
- Pauli Carman, Rena Day - voce
- Michael Day, Dana Walden - tastiere
- Howard Reeder - chitarra elettrica
- Michael Reed - basso elettrico
- Rocky Maffitt - batteria

## Cover
Betty Wright ha reinterpretato il lavoro degli Champaign nel 1989. La sua versione è stata inserita all'interno della colonna sonora del film True Love.